# فيضانات إيطاليا 2022
فيضانات إيطاليا 2022 في ليلتي 15-16 سبتمبر 2022 تعرضت ماركي في إيطاليا لعاصفة تسببت في واحدة من أسوأ الفيضانات المفاجئة في تاريخ المنطقة. أدت سلسلة من الأمطار الغزيرة إلى هطول أكثر من 420 ملم (20 بوصة) من الأمطار في غضون ساعتين. تسبب الفيضان في وفاة 10 أشخاص، بينما لا يزال 4 في عداد المفقودين.

## الضحايا
قال المتحدث باسم رئيس جهاز الدفاع المدني «لدينا بحسب الإدارة المحلية حصيلة أولية تفيد عن 7 قتلى». في حين ذكرت وكالة أنباء أنسا الإيطالية أن الحماية المدنية قالت إن الضحايا توفوا في 3 بلدات بمقاطعة أنكونا في إقليم ماركي وسط البلاد، وأن 3 أشخاص آخرين في عداد المفقودين. وصرحت السلطات الإيطالية أنهم فُقدوا أثر 3 أشخاص بينهم طفل يبلغ 6 أعوام كان مع والدته في السيارة وأنقذ عناصر الإطفاء الأمّ لكن قوة تيار المياه جرفت الطفل، بحسب وكالة الصحافة الإيطالية.